# Forpagtning
Forpagtning er en aftale mellem to parter, der indebærer, at en person får rådighed over og pligt til at drive den virksomhed, der ejes af den, der bortforpagter.
Ofte indgår brugsretten til maskiner, inventar og lokaler i forpagtningsaftalen, der kan være tidsbegrænset. Forpagtningsafgiften kan også variere; den være et fast beløb eller en andel af omsætning eller overskud. I modsætning til franchise giver en forpagtningsaftale ikke i sig selv ret til at benytte varemærker, ligesom forpagtningen ofte overlader flere beslutninger om virksomheden til forpagteren.
Forpagtning er særligt almindeligt indenfor landbrug, men også i restaurationsbranchen ses forretningsmodellen, eksempelvis er mange cafeterier i idrætshaller o.l. forpagtede.